# Československý frank

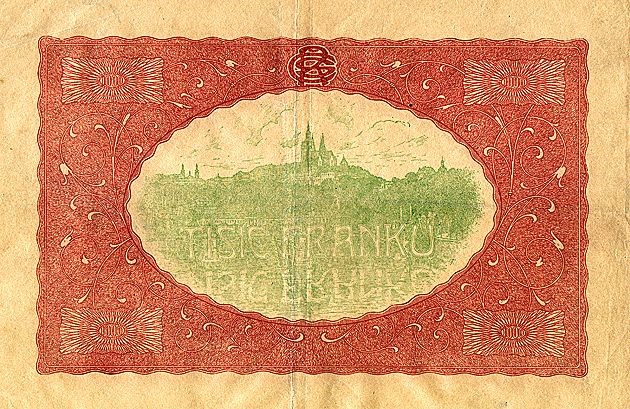
Návrh bankovky 1000 československých franků (avers, 1919, nerealizováno)

Československý frank, též franková měna byla měna o které se uvažovalo krátce po vzniku Československa, v 
roce 1918. Diskutovalo se ale o ní ještě v roce 1921.

## Původ myšlenky
Tzv. franková měna vznikla v roce 1866 jako jednotná měna Francie, Švýcarska, Belgie a Itálie. Ke smlouvě se v roce 1868 připojilo Řecko. Tyto země přijímaly zlaté a stříbrné mince jednotné hmotnosti a kvality bez ohledu na to, který ze smluvních států je vydal. Další země razily mince podle shodných předpisů. V roce 1918 se očekávalo, že se k této tzv. „latinské unii“ připojí většina zemí východní Evropy a Balkánu.
Frank se měl stát paralelní měnou vedle československé koruny. O zavedení této paralelní měny uvažoval i Alois Rašín. Významný ekonom Karel Engliš nesouhlasil především proto, že se obával výrazné devalvace československé koruny.

## Neuskutečněná realizace
Byly vytištěny papírové návrhy, ale k oficiálnímu vydání nedošlo.